# Kinki Kids
Kinki Kids, japansk popgrupp bestående av Tsuyoshi Doumoto och Koichi Doumoto som inte är släkt trots att de har samma efternamn. Är i likhet med exempelvis SMAP skapade av talangagenturen Johnny's Jimusho. Gruppen står med i Guinness rekordbok som det band som haft flest listettor på den japanska singeltoppen.
Namnet kommer inte från engelskans "Kinky" utan från Kinkiregionen i Japan, varifrån de båda kommer.